# Stefanów (powiat kutnowski)
Stefanów – wieś sołecka w Polsce położona w województwie łódzkim, w powiecie kutnowskim, w gminie Krzyżanów.
W latach 1975–1998 miejscowość należała administracyjnie do województwa płockiego.
Wieś położona jest na południowy wschód od Krzyżanowa, przy drodze wojewódzkiej nr 702 (Kutno – Łódź).
Stefanów wydzielony został, jak wynika z ksiąg wieczystych, z dóbr Młogoszyn i podzielony był na dwie części: A i B. Zgodnie z dokumentami z 1916 roku Stefanów A (zawierający przestrzeń 439 mórg 208 prętów) rozparcelowano na 33 działki. Z kolei Stefanów B (jego powierzchnia wynosiła 36 ha 150 m²) składał się z dwóch działów gruntu podzielonych na 11 działek.
Współczesne sołectwo liczy 35 gospodarstw rolnych. Wśród upraw roślinnych dominują tutaj zboża, kukurydze, ziemniaki, buraki cukrowe i pastewne oraz koniczynę. W ostatnich latach ludzie stawiają na warzywnictwo. Toteż uprawa warzyw zajmuje spory areał gruntów. Warzywa są sprzedawane głównie na łódzkiej giełdzie towarowej (przy ulicy Zjazdowej) oraz na okolicznych targowiskach. Buraki cukrowe przyjmuje Cukrownia Dobrzelin. Miejscem skupu zbóż są również punkty sprzedaży wolnorynkowej. Produkcja zwierzęca obejmuje na tym terenie: bydło(przeważnie krowy mleczne), trzodę chlewną, drób. Coraz częściej występują hodowcy koni. Odbiorcą mleka jest Spółdzielnia Mleczarska „Zorina”. Miejscem zbytu trzody chlewnej są ubojnie i punkty skupu zwierząt. W Stefanowie znajduje się sklep rodziny Romańskich oraz zakład wulkanizacyjny prowadzony przez Krzysztofa Fabiańczyka. Działa również koło gospodyń na obrębie Stefanowa i Młogoszyna.
Rodzice ze Stefanowa posyłają swoje dzieci do Szkoły Podstawowej im. Kornela Makuszyńskiego w Micinie, a później do Gimnazjum im. II Korpusu Polskiego Zdobywców Monte Cassino w Krzyżanowie. Wieś należy do parafii Łęki Kościelne pod wezwaniem Świętej Marii Magdaleny.